# Нос, или Заговор «не таких»
«Нос, или Заговор „не таких“» — российский мультфильм 2020 года, созданный школой-студией «ШАР» и снятый Андреем Хржановским. Фильм основан на повести Николая Гоголя «Нос». Сценаристы фильма, Хржановский и Юрий Арабов, адаптировали гоголевскую прозу XIX века и одноимённую оперу Дмитрия Шостаковича в мультипликацию, содержащую смесь из рисунков, аппликаций, живой игры и документального стиля съёмки.
Фильм был в колеблющемся производстве с 1970-х гг., а саундтреком фильма должна была стать опера Шостаковича. Премьера фильма в России состоялась 11 сентября 2020 года на кинофестивале «Кинотавр». Мультфильм получил престижный приз жюри на международном фестивале анимационных фильмов в Анси. Театральный релиз фильма в России состоялся 11 марта 2021 года.

## Сюжет

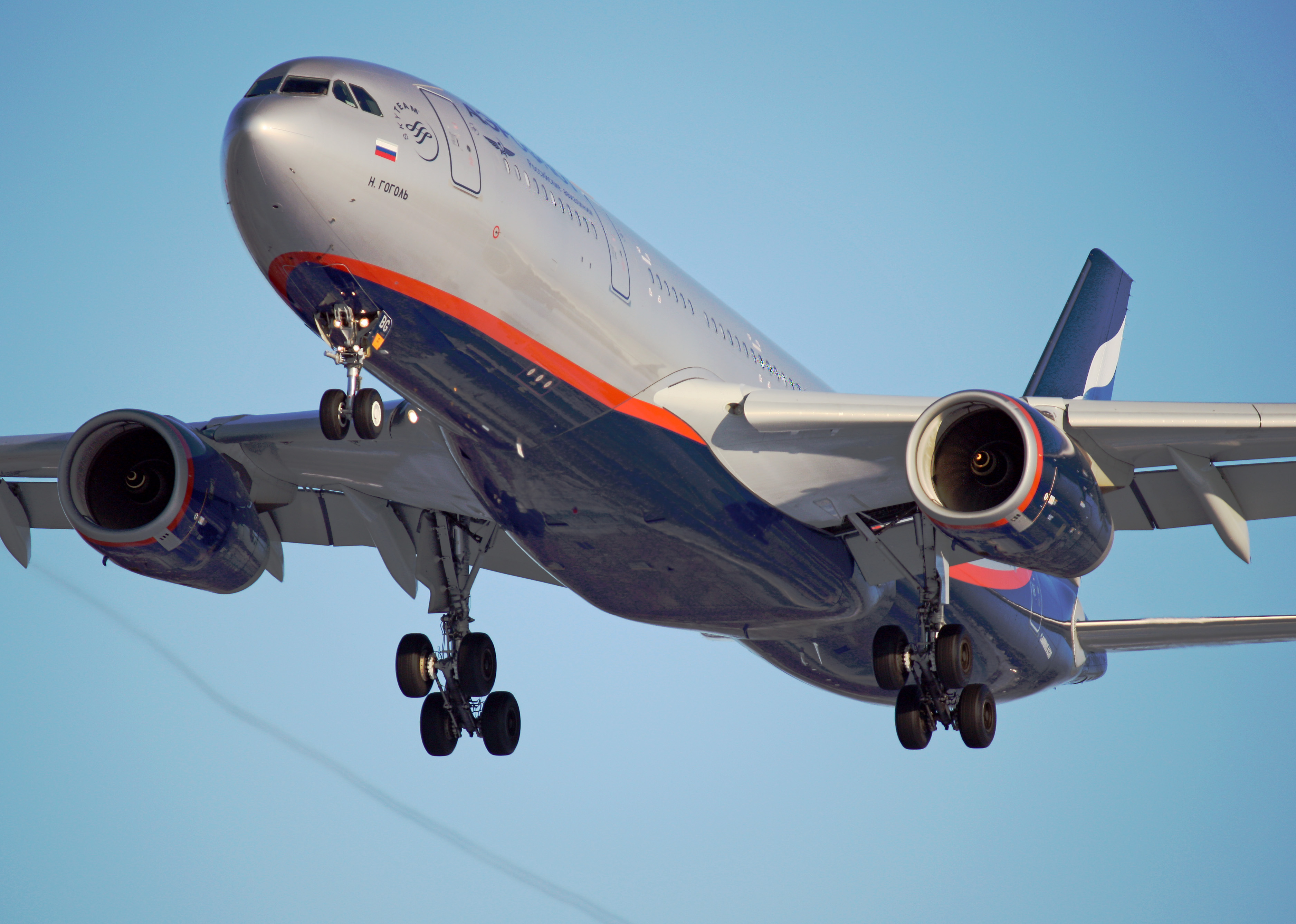
Фильм начинается с полёта на самолёте «Николай Гоголь»

На борту поднимающегося в воздух самолёта «Аэрофлота» находятся главные сторонники русского театра и кинематографа. Во время полёта каждый из них смотрит классический фильм на развлекательном ТВ. По мере того, как камера проезжает мимо каждого из них, разные эпохи объединяются в одно единое метаповествование: сначала около 1828 года Николай Гоголь прибывает в Санкт-Петербург и начинает работать над повестью «Нос», затем в 1920-х гг. Дмитрий Шостакович работает над адаптацией повести Гоголя и встречает Всеволода Мейерхольда. Возможность сотрудничества начинает обретать форму.
Представляется майор Ковалёв, потерявший свой нос. Сам нос начинает собственную жизнь: его замечают носящим очки и за рулём роскошного автомобиля. В Большом театре на оперу по пьесе Булгакова приходят соратники Сталина, включая Жданова. Свита появилась из-за письма самого драматурга, в котором он жаловался на отсутствие покровительства искусства. Но проблемы начинаются на следующий день, когда в выпуске «Правды» выходит статья «Сумбур вместо музыки», нацеленная на Мейерхольда и Шостаковича. В следующей части рассказывается история Мейерхольда и многих других писателей, учёных и художников при авторитарном правительстве.

## Производство

### Разработка
Фильм вдохновлён повестью Николая Гоголя «Нос» и одноимённой оперой Дмитрия Шостаковича. Их работы представили заинтриговавшие публику авангардные идеи. Тем не менее, произведения (в особенности опера) получили скудную огласку при сталинском правительстве 1920-х гг. В 1960-х гг, во времена «хрущёвской оттепели», в Советском Союзе было решено снять киноизложение истории, а Андрей Хржановский считался идеальным выбором на пост режиссёра.
Совокупность цензуры и переписки с видными советскими покровителями искусств от семьи Мейерхольда до Шостаковича дала Хржановскому толчок к созданию фильма о либеральном искусстве и его отношениях с обществом. Даже несмотря на период «оттепели», мультфильм Хржановского 1968 года «Стеклянная гармоника» был запрещён к показу советской цензурой. Изначальная идея фильма получила ход лишь благодаря совпадению: случайно встретив на улице внука писателя Корнея Чуковского и зятя Шостаковича, оператора Евгения Чуковского, Хржановский сумел связаться с композитором и предложить идею киноадаптации его оперы «Нос». Будучи на больничной койке, Шостакович в ответной открытке разрешил режиссёру использовать оперу в качестве саундтрека к фильму.
Впервые Хржановский услышал полную версию оперы на репетиции постановки 1974 года под руководством дирижёра Геннадия Рождественского. После этого режиссёр разработал концепцию фильма, изначально ставшего данью уважения Всеволоду Мейерхольду в виде сценария под названием «Машина превращений», ставшего более формализованным после выхода фильма «Полторы комнаты, или Сентиментальное путешествие на родину». В 1900-х гг. Шостакович писал музыку для Мейерхольда, чьи пьесы в советское время нарушали положения сталинского правительства. Команда сценаристов в сотрудничестве с Юрием Арабовым продолжала находить картину репрессий в искусстве, также найденную в символизме «Носа». На совещании в «Кинотавре» критики отметили, что сценарий нуждается в доработке и удалении сюжетной линии Мейерхольда. Режиссёр переписал сценарий и сфокусировался на адаптации оперы. В какой-то момент производства проект консультировал целый ряд признанных мастеров кинематографа. Окончательный сценарий вылился в анимационную выставку под названием «Нос, или Заговор „не таких“». Режиссёр отметил, что работы Гоголя похожи на готовые раскадровки для мультфильмов.
Сценарий описывает новаторов и индивидуалистов в искусстве и науке XX—XXI вв, оказавшихся на стыке авторитарных обществ. Сведённый к трём частям с адаптацией, включающей «Антиформалистический раёк», сценарий ссылается на беспрецедентную встречу таких людей, как Сергей Эйзенштейн, Мейерхольд, Михаил Булгаков, Гоголь и Сталин. В результате развития как фарсовой драмы, в сценарии появились намёки на таких художников, как Суриков, Пикассо и Малевич. К концу третьего акта сценарий стал данью памяти советских художников.
Представленное фильмом вдохновение для совмещения временных отрезков двух столетий пришло к режиссёру в полёте. Многие яркие экраны в самолёте воспроизводили разные фильмы разных эпох и стран, несмотря на то, что салон был ограждён от света. Это вдохновило режиссёра на создание мультиэкранного коллажного подхода к редактированию и комбинированию различных фрагментов и историй со стилистическим переключением. Средства массовой информации сравнили фильм с историческим фильмом «Русский ковчег».

### Темы
Повесть разработала концепцию русского живописного реализма. По заявлению Хржановского, Гоголь является одним из основателей реализма и сюрреализма. Поэтому создатели фильма пытались вызвать сходство с русским авангардом в изначальной работе над фильмом. Фильм пытался переупорядочить диссонирующие хронологические события тем же путём, каким музей упорядочивает культуру и наследие «в единое, понятное целое». Неограниченный в пространстве и времени исторической прерывистости, фильм использует пространство кинематографа для объединения творческих сил в полифонию.
По мнению режиссёра, фильм можно отнести к категории авторского художественного экспозиционного кино. Фильм предназначен для образованной аудитории, понимающей отношения правительства и культуры на протяжении десятилетий. Режиссёр также замечает, что фильм не ограничивается одним жанром: в нём есть элементы драмы, биографии и музыкального фильма.
Фильм исследует политику и историю при помощи анимации, а описанные в нём события основаны на реальной жизни. Изображённый как «живой памятник» нос получает развитие в виде символа тоталитаризма. В рецензии замечено, что отделение носа от его владельца обозначено как вид нового рубежа направления. После разделения, ставшего аллегорией на возможность новой точки отсчёта, лицо майора Ковалёва становится плоским, как блин. Конфликт фильма, ссылаясь на редакционную статью «Сумбур вместо музыки» в газете «Правда», исследует «Нос» и в целом угнетение искусства в первые годы существования Советского Союза.

### Анимация
Команда мультипликаторов нарисовала фильм, используя аппликации, рисунки и коллажи живой игры, оживив фантасмагорию сценария. Для подвижности аппликаций они использовали кукольную анимацию. В рецензии этот вид анимации нашли единственным, который мог воплотить «Нос» в жизнь. Коллажная анимация — основная используемая в фильме техника, так как она сопоставляет истории и документальную съёмку, новостную хронику и рисунки.

### Саундтрек
В 1969 году, как только новости о возможной адаптации «Носа» Хржановским дошли до средств массовой информации, композитор Дмитрий Шостакович лично отправил режиссёру открытку с разрешением на использование его оперы «Нос» в качестве саундтрека к фильму. Написанная в 1920-х гг. опера была отправлена на полку после сталинской цензуры. Тем не менее, в 1969 году и повесть Гоголя, и опера Шостаковича снова получили признание. Саундтрек создан в соответствии с оперными сопрано Дмитрия Шостаковича. В рецензии саундтрек нашли настолько убедительным, что его можно рассматривать как отдельную часть фильма.

## Релиз

### Театральная премьера
Фильм дебютировал на экранах на Роттердамском кинофестивале в 2020 году. После цикла экспозиций на кинофестивалях, фильм был выпущен в России 11 сентября 2020 года в качестве открывающего фильма кинофестиваля «Кинотавр». На международном фестивале анимационных фильмов в Анси 2020 года фильм был награждён Призом жюри, второй по величине наградой фестиваля и первой подобной наградой в истории российской мультипликации. 12 декабря 2020 года фильм был номинирован на премию Европейской киноакадемии, где конкурировал с тремя мультфильмами. 4 декабря 2020 года на международном кинофестивале среди стран Арктики «Arctic Open» в Архангельске прошёл показ фильма в рамках программы «ретроспективы классической российской анимации». На 45-м международном кинофестивале в Гонконге фильм был размещён в секции «Animation Unlimited».
Фильм попал в лонг-лист номинантов на премию «Оскар» за лучший анимационный полнометражный фильм. После этого некоторые СМИ называли фильм возможным претендентом на награду с высоким шансом. Изначально номинированный как Нос, или Заговор «не таких», название фильма было изменено на The Nose or the Conspiracy of Mavericks.
Театральный прокат фильма в России начался 11 марта 2021 года, также был анонсирован прокат в Италии.

### Реакция
Стас Тыркин из «Комсомольской правды» называет фильм «симбиозом кинематографических жанров». В статье отмечено, что «анимация делает реальными эти фантазийные миры, позволяя состояться невероятному — творческим альянсам и человеческим встречам — например, Гоголя, Мейерхольда и Шостаковича. Хржановский смело смешивает форматы, живописные жанры и техники — у него выходит радикальный и крутой коллаж, соединяющий, казалось бы, несоединимое — эстетику русского живописного реализма и революционный футуризм».
«Кино-театр.ру» отмечает, что «музыкальная сторона фильма становится настолько выигрышной, что в какой-то момент буквально отделяется от визуального ряда и парит над немного сумбурным сюжетом, смешивающим в одном котле имперский Петербург и лимузины, Наума Клеймана и братков из девяностых, Сталина и его ближний круг с Набоковым и самолетами „Аэрофлота“, Антона Долина и волжских бурлаков». Вероника Хлебникова из «Искусство кино» рецензирует, что «в фильме Хржановского знаковые фигуры русского культурного кода помещаются в эксцентрический коллаж. Тот, в свой черед, становится элементом авангардного театра и воплощенного Мейерхольдом принципа театрального конструктивизма».
Антон Долин считает, что фильм таковым не является и скорее представляет из себя выставку литературы и музыки: «Утопический самолет Хржановского, в котором собрались его друзья и единомышленники, где у каждого на экранчике свое кино и своя свобода, парит в воздухе, будто птица или невозможный аппарат с вечным двигателем. И не собирается приземляться». Рецензия Матьё Ле Бьяна из Анси отмечает уникальную форму анимации в фильме: «Она отклоняется от проторённого пути и играет с эпохами, чтобы лучше развивать их на экране». В статье на Film.ru полагают, что несмотря на наличие «идеологической тяжеловесности» вследствие долгого производства, фильм является «полным анахронизмов и референсов метавысказыванием». Один из анахронизмов (о том, что бюрократ XIX века «водит старинным пером по графическому планшету, выводя слова в Microsoft Word») был отмечен в статье. Денис Ступников для InterMedia отмечает, что сюжетная линия «Сумбура вместо музыки» не была доведена до совершенства, так как «торжество коллажной техники не позволяет режиссеру подняться над схваткой».
Пи Эм Чикетти из Filmexplorer называет фильм постмодернистским коллажем/каталогом «поверхностного представления об изображениях, стилях, медиа сквозь века». Фильм идёт «слой за слоем, но больше перемешан, чем наложен, его анимация бурлит намёками: каждый кадр — кивок, подмигивание, будто приливы изображений наполняют зрителя». В рецензии для Film-rezensionen Оливер Армнехт верит, что студия «ШАР» «веселилась с дизайном». В рецензии также была отмечена техника аппликаций. Рецензия Little Big Animation объясняет значимость носа в сюжете: «Искусство для политики является тем же, чем нос для лица. Существенным и разоблачающим аспектом». Фильм словно «трёхмерная книга, что доказывает его историчность в области русского искусства». Out Now дали фильму 4,5 звёзд из 5 с пометкой: «Нос, или Заговор „не таких“ — это искусно снятый мультфильм, в котором большое внимание уделяется деталям. Фильм умно сконструирован и предлагает огромное разнообразие информации с бесчисленными цитатами из искусства, культуры, истории и политики».

### Награды и номинации
| Награда                                             | Дата церемонии        | Номинация                              | Номинант                    | Итог                |
| --------------------------------------------------- | --------------------- | -------------------------------------- | --------------------------- | ------------------- |
| Роттердамский кинофестиваль                         | 1 февраля 2020 года   | Перспективы                            | Нос, или Заговор «не таких» | Номинация           |
| Международный фестиваль анимационных фильмов в Анси | 15 июня 2020 года     | Приз жюри                              | Нос, или Заговор «не таких» | Победа              |
| Кинотавр                                            | 11 сентября 2020 года | Почётный приз за выдающийся вклад      | Андрей Хржановский          | Награда             |
| Международный фестиваль анимации в Оттаве           | 23 сентября 2020 года | Игровой фильм                          | Нос, или Заговор «не таких» | почётное упоминание |
| Международный хайфский кинофестиваль                | 3 октября 2020 года   | К Востоку от Запада                    | Нос, или Заговор «не таких» | Номинация           |
| Cinanima                                            | 9 ноября 2020 года    | Лучший фильм                           | Нос, или Заговор «не таких» | Победа              |
| Премия Европейской киноакадемии                     | 12 декабря 2020 года  | Лучший анимационный фильм              | Нос, или Заговор «не таких» | Номинация           |
| Открытый российский фестиваль анимационного кино    | 17 марта 2021 года    | Гран-при                               | Андрей Хржановский          | Победа              |
| Открытый российский фестиваль анимационного кино    | 17 марта 2021 года    | Приз мэтров им. А. Татарского «Прорыв» | Андрей Хржановский          | Победа              |
| Азиатско-Тихоокеанская кинопремия                   | 11 ноября 2021 года   | Лучший анимационный фильм              | Нос, или Заговор «не таких» | Победа              |

### Потенциальный сиквел
Хржановский заявил, что «Нос, или Заговор „не таких“» будет второй частью трилогии и продолжением фильма «Полторы комнаты, или Сентиментальное путешествие на родину». 1 декабря 2020 года было подтверждено создание фильма «Сквозь магический кристалл», идейного продолжения «Носа».